# Les Plumes du paon (film)
Pour le collectif d'auteurs bretons, voir Les Plumes du paon.
Pour plus de détails, voir Fiche technique et Distribution.
Les Plumes du paon (Mayurpankh) est un film indien réalisé par Kishore Sahu, sorti en 1954.

## Synopsis
La romancière britannique à succès, Joan Davis, part en Inde avec son fiancé et tombe amoureuse avec un chasseur indien, Ranjit Singh.

## Fiche technique
- Titre : Les Plumes du paon
- Titre original : Mayurpankh
- Réalisation : Kishore Sahu
- Scénario : Kishore Sahu
- Musique : Jaikishan Dayabhai Panchal et Shankarsingh Raghuwanshi
- Photographie : André Thomas
- Montage : Kantilal B. Shukla,
- Production : Kishore Sahu
- Pays :  Inde
- Genre : Aventure, drame, film musical, romance et thriller
- Durée : 106 minutes
- Dates de sortie : 
  -  Inde : 1954

## Distribution
- Kishore Sahu : Kunver Ranjit Singh
- Sumitra Devi : Shanti
- Odette Ferguson : Joan Davis
- Reginald Jackson : William Griffith
- Jankidas : Pyarelal

## Distinctions
Le film a été présenté en sélection officielle en compétition au Festival de Cannes 1954.